# Podomyrma gibbula
Podomyrma gibbula är en myrart som beskrevs av Hugo Viehmeyer 1914. Podomyrma gibbula ingår i släktet Podomyrma och familjen myror. Inga underarter finns listade i Catalogue of Life.